# Angelo Ceresetto
Angelo Pasquale Cereseto (Genova, 1839 – Volturno, 1º ottobre 1860) è stato un militare italiano, che partecipò alla spedizione dei Mille.

## Biografia
Merciaio, prese parte alla Spedizione dei Mille tra i carabinieri genovesi e si segnalò per eroismo a Palermo e a Milazzo. Cadde durante la battaglia del Volturno, colpito al ventre.